# Čang Siao-pching
Čang Siao-pching (čínsky pchin-jinem Zhāng Xiǎopíng, znaky zjednodušené 张小平, tradiční 張小平, * 1. dubna 1982 v Xilinhotu, Čína) je čínský amatérský boxer nastupující v polotěžké váze.
Je olympijským vítězem z her 2008 v Pekingu. Je 188 cm vysoký.

## Medaile z mezinárodních amatérských soutěží
- Olympijské hry - zlato 2008
- Mistrovství Asie - 2007

## Mezinárodní kariéra
V roce 2006 na Asijských hrách vypadl v osmifinále. Další rok získal stříbro na mistrovství Asie a cestoval i na mistrovství světa do Chicaga, kde skončil v osmifinále. Téhož roku zvládl ještě olympijskou kvalifikaci. Na hrách v Pekingu byl s Cou Š’-mingem jedním ze dvou zlatých domácích boxerů. Byli prvními čínskými olympijskými vítězi v boxu. Ve finále Siao-pching porazil Ira Kennyho Egana 11:7 na body. Dodnes jsou s Š’-mingem jedinými čínskými zlatými olympijskými medailisty v boxu.